# Aferencia sensitiva
Las aferencias sensitivas son todo lo relacionado con los estímulos sensitivos que llegan a la médula espinal.
Son las neuronas encargadas de la recepción de sensaciones para transmitirlas al cerebro (ver, oír, etc.), siendo las neuronas eferentes las que se encargan de conducir la información del cerebro a los músculos implicados.
Algunas afecciones pueden encontrar ubicada su causa en patologías de las vías aferentes, en aquellas fibras nerviosas que conducen el impulso nervioso hasta la médula. Por ejemplo, J. W. Lance ha propuesto que una desinhibición excesiva de la aferencia sensitiva del nervio trigémino (depresión, introspección continuada, etc.)pudiera desencadenar migrañas con mareos.  Para ello el ejercicio físico es la clave, y un correcto estado anímico en general.
Las vías aferentes nos permiten la percepción del medio ambiente. Están asociadas mediante los receptores y esos receptores son los órganos de los sentidos que son altamente específicos.